# Personal Best
„Personal Best“ е български игрален филм от 2005 година на режисьора Виктория Маринов.

## Състав
Не е налична информация за актьорския състав.